# Arena Colles
Arena Colles est une région de collines étendue sur environ 580 km située sur la planète Mars par 25,2° N et 82,5° E, à l'extrémité de Nili Fossae, sur une avancée entre Isidis Planitia et Utopia Planitia.